# Peraclistus prostenopharynx
Peraclistus prostenopharynx är en plattmaskart som beskrevs av Fugenschuh.; Steinbock 1932. Peraclistus prostenopharynx ingår i släktet Peraclistus och familjen Monocelididae. Inga underarter finns listade i Catalogue of Life.